# Kallima brunnea
Kallima brunnea är en fjärilsart som beskrevs av Otto Staudinger 1886. Kallima brunnea ingår i släktet Kallima och familjen praktfjärilar. Inga underarter finns listade i Catalogue of Life.